# Kreuzau
Kreuzau là một đô thị ở huyện Düren trong bang Nordrhein-Westfalen, Đức. Đô thị này tọa lạc bên bờ sông Rur, khoảng 5 km về phía nam Düren.

## Thành phố kết nghĩa
- Obervellach, Áo
- Plancoët, Pháp